# 青龙乡 (丰都县)
青龙乡是中国重庆市丰都县下辖的一个乡。

## 行政区划
青龙乡辖8个行政村。
- 村：黄岭村、双河村、兴隆村、黄泥村、青天村、五谷村、青龙村、龙井村